# 圣卢布
圣卢布（法語：Saint-Loube，法語發音：[sɛ̃ lub]）是法国热尔省的一个市镇，属于欧什区。

## 地理
圣卢布（43°26'22"N, 0°59'30"E）面积6.09 平方千米，位于法国奧克西塔尼大區热尔省，该省份为法国西南部内陆省份，北起顺时针与洛特-加龙省、塔恩-加龙省、上加龙省、上比利牛斯省、大西洋比利牛斯省和朗德省接壤。
与圣卢布接壤的市镇（或旧市镇、城区）包括：蒙布朗、福尔格、拉阿日、莱蒙、蒙泰居萨韦斯、佩贝、索维蒙。

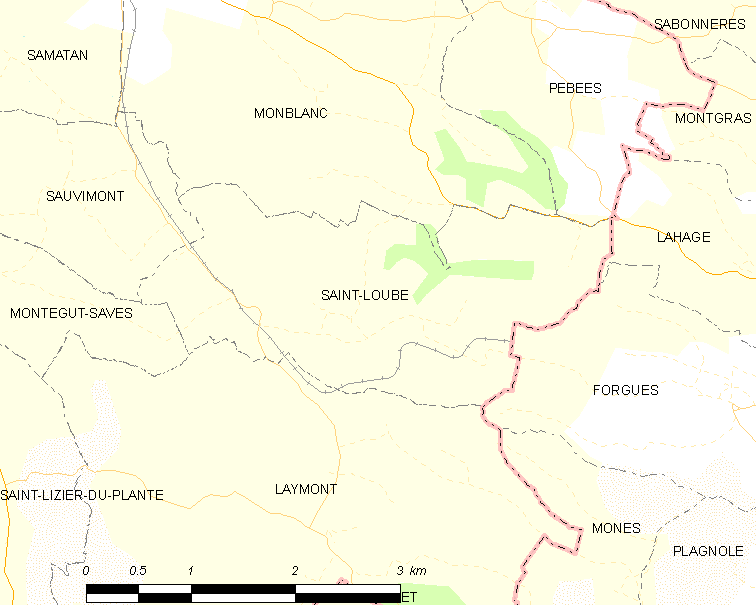
圣卢布的OSM定位图

圣卢布的时区为UTC+01:00、UTC+02:00（夏令时）。

## 行政
圣卢布的邮政编码为32220，INSEE市镇编码为32387。

## 政治
圣卢布所属的省级选区为萨沃河谷县。

## 人口

1962-2008年间圣卢布人口变化图示

圣卢布于2022年1月1日时的人口数量为99人。